# Buda (rejon ludinowski)
Buda (ros. Буда) – wieś (dieriewnia) w Rosji, w obwodzie kałuskim, w rejonie ludinowskim. W 2010 liczyła 70 mieszkańców.